# Сенюк, Тарас Михайлович
Тарас Михайлович Сенюк (укр. Тарас Михайлович Сенюк; 1980—2014) — командир 1-го аэромобильно-десантного батальона 95-й отдельной аэромобильной бригады Высокомобильних десантных войск Вооруженных сил Украины, полковник (посмертно). Герой Украины (2014, посмертно).

## Биография

### Служба в ВСУ
Родился 22 июня 1980 года в городе Коломыя Ивано-Франковской области. В 1997 году закончил местную среднюю школу № 6, а в 2001 году с отличием окончил Одесский институт сухопутных войск (ныне — Одесская войсковая академия), аэромобильный факультет. В 2001 году был направлен в 95-ю отдельную аэромобильную бригаду Высокомобильных десантных войск Вооруженных сил Украины в город Житомир, в/ч А0281. Прошел путь от командира взвода до командира батальона, зарекомендовал себя как инциативный и образованный офицер. Неоднократно принимал участие в военных действиях за пределами Украины. Так, в 2003—2005 годах участвовал в миротворческой миссии в Ираке (служил командиром механизированного разведвзвода в так называемой точке «Форт» на границе с Ираном. Миротворцы контролировали участок границы Ирана и Ирака протяжённостью 150 км и несли службу на блокпостах, а также помогали местным пограничникам и таможенникам на официальном КПП «Арафат».
После возвращения на родину Тарас Сенюк возглавил аэромобильную роту. В 2007 году находился в Косово, патрулировал неспокойные районы и сопровождал миротворческие колонны. Назначен на пост начальника штаба 13-го отдельного аэромобильного батальона 95-й отдельной аэромобильной бригады, в/ч А1910, Житомир. В 2013 году возглавил 1-й аэромобильно-десантный батальон 95-й отдельной аэромобильной бригады.

### В зоне АТО
В зоне АТО Сенюк находился с весны 2014 года. 2 мая около 4:00 в районе Славянска колонна БТР, в одном из которых был Тарас Сенюк, была обстреляна ополченцами. В течение 10 минут три первых БТР в колонне, которые подверглись преимущественному нападению, сумели отбить все атаки ополченцев и подавить огневые точки. В 5:30 в районе моста около посёлка городского типа Андреевка снова завязался бой, солдаты ВСУ заняли под контроль мост и выбили ополченцев с блокпоста. Для защиты с флангов Сенюк приказал выставить солдат на безопасном расстоянии от колонны. В течение всего дня представители ополчения ДНР вели переговоры с солдатами ВСУ, безуспешно уговаривая их перейти на сторону ДНР. В 17:00 Сенюк приказал занять круговую оборону, когда противник открыл огонь из автоматического оружия, а в один из бронетранспортёров полетел «коктейль Молотова». Военнослужащие сумели вывести колонну из-под огня. В результате боя погибли двое солдат ВСУ: Сергей Панасюк и Пётр Коваленко.

### Гибель
3 июня 2014 года недалеко от Славянска подполковник Тарас Сенюк был смертельно ранен выстрелом снайпера: пуля крупного калибра пробила бронежилет. Капитан Олег Бутницкий принял командование войсками и вывел их из опасного района. 13 десантников были ранены, среди них был и Бутницкий.
Прощание с Т. М. Сенюком прошло 6 июня на территории воинской части на Корбутовке, Житомир. 7 июня его похоронили в Коломые на Аллее Славы Центрального городского кладбища.
6 июня 2014 года Тарасу Сенюку посмертно присвоено звание полковника. В Коломые остались мать Наталья Петровна и брат, в Житомире — жена Ольга Игоревна и дочь Елизавета (2005 г.р.).

## Награды
- Звание Герой Украины c удостаиванием ордена «Золотая Звезда» (20 июня 2014 года) — за исключительное мужество и героизм, проявленные при защите территориальной целостности и независимости Украины, жертвенное служение Украинскому народу (посмертно)[7].
- Медаль «Защитнику Отчизны»
- Был награждён знаками отличия Министерства обороны Украины — медалями «10 лет Вооруженным силам Украины», «15 лет Вооруженным силам Украины», медалью «За добросовестную службу» 3-й степени; почётным нагрудным знаком начальника Генерального штаба — Главнокомандующего Вооруженных Сил Украины «За достижения в военной службе» II степени, почётным нагрудным знаком командующего Сухопутных войск Вооруженных Сил Украины «За отличную службу в аэромобильных войсках Сухопутных войск Вооруженных Сил Украины», нагрудным знаком «15 лет аэромобильным войскам Сухопутных войск Вооруженных Сил Украины», нагрудным знаком «20 лет высокомобильным десантным войскам Сухопутных войск Вооруженных сил Украины», а также иностранными наградами — медалью США за Иракскую кампанию и медалью НАТО «За балканскую кампанию».

### Печатные сведения
- Героï Украïни — Сенюк Тарас Михайлович  (укр.)
- «Командир, огонь усиливается...»  (рус.)

### Видео
- Герої не вмирають. Тарас Сенюк на YouTube
- Обличчя героя: Ольга Сенюк, вдова загиблого бійця на YouTube